# Eva Ström
Anna Eva Kristina Ström (født 4. januar 1947) er en svensk forfatter og lyriker. 
Ström er oprindeligt uddannet læge og arbejdede i lægestanden fra 1974 til 1988, før hun blev forfatter på fuld tid. Hun fik sin litterære debut i 1977 med digtsamlingen Den brinnande zeppelinaren.
Eva Ström blev i 2003 tildelt Nordisk Råds Litteraturpris for digtsamlingen Ribbensbyerne. I januar 2010 blev hun valgt som medlem af Kungliga Vetenskapsakademien.